# Rue du Bois Sauvage

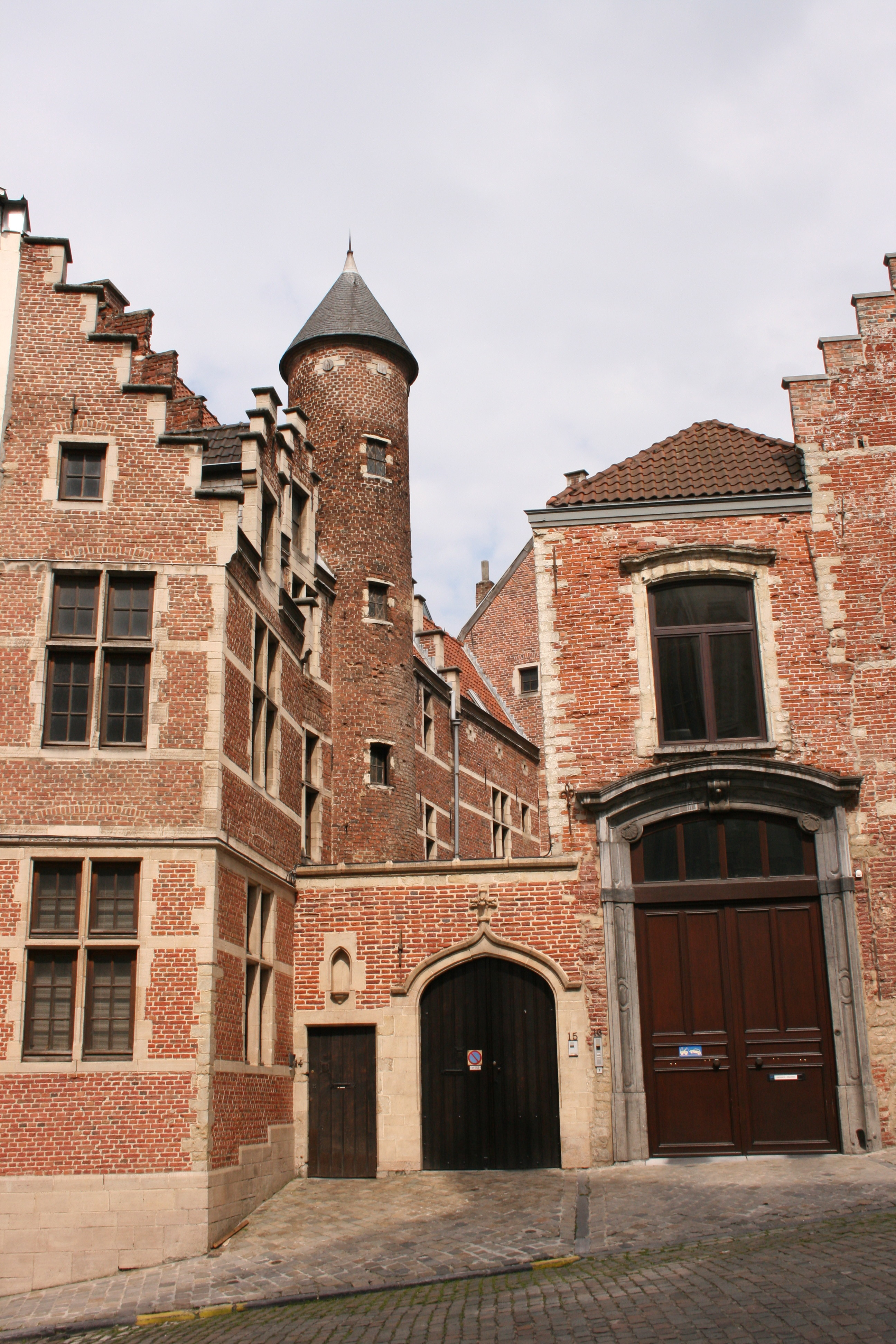
Rue du Bois Sauvage: maison du doyen de la cathédrale, en 2008.

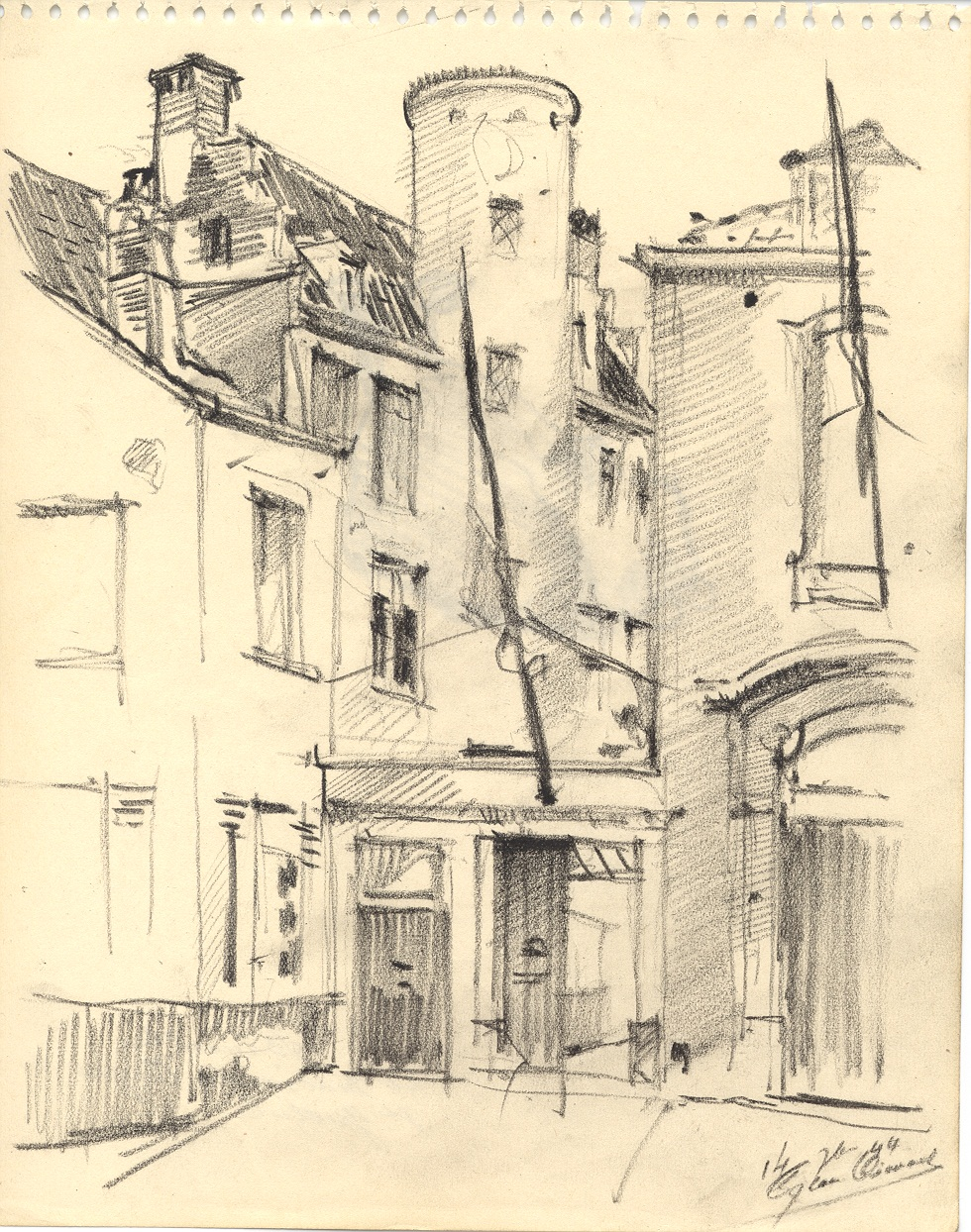
Maison du doyen de Sainte-Gudule, rue du Bois Sauvage, dessin par l'architecte Léon van Dievoet, 1944.

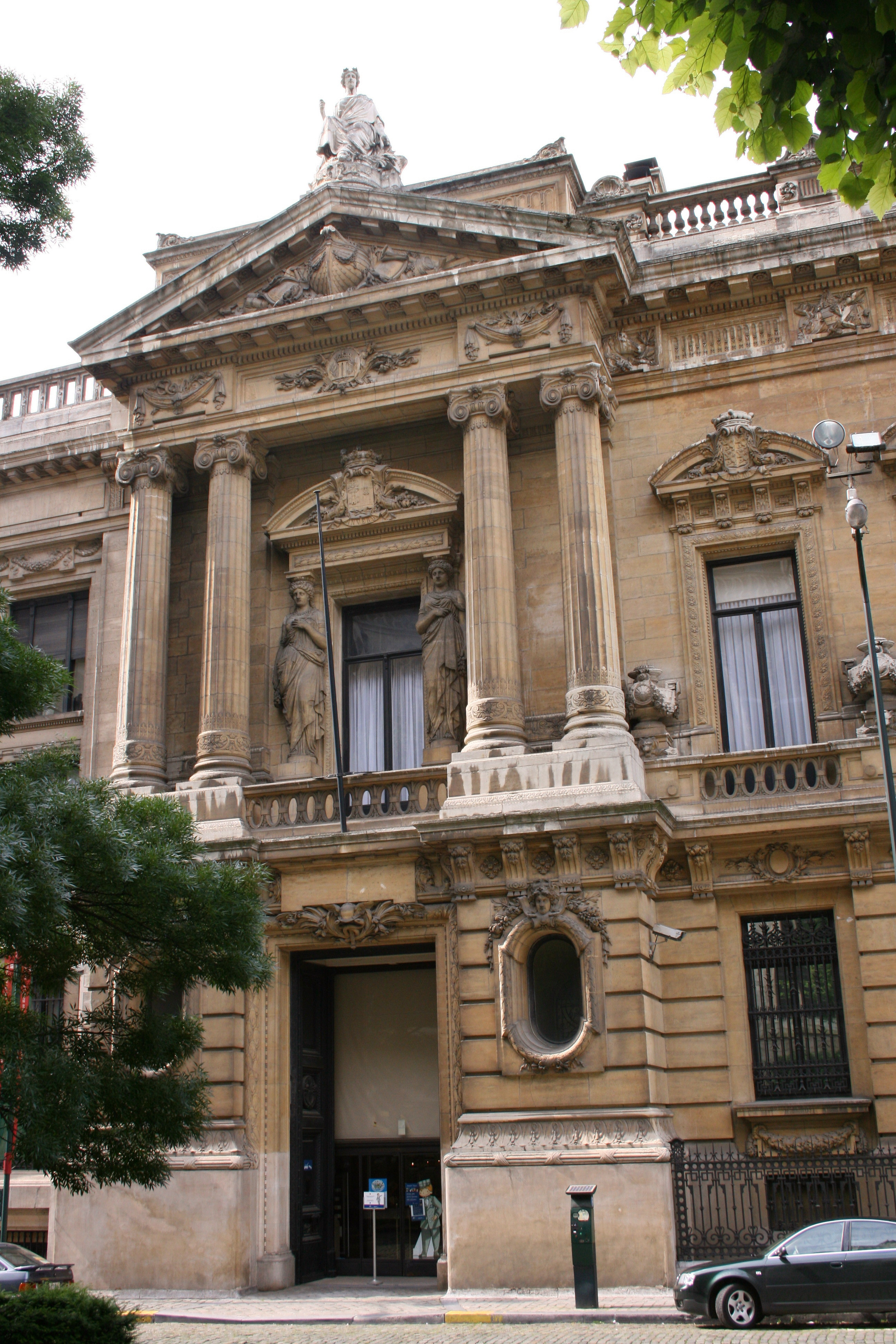
Rue du Bois Sauvage: avant-corps de la Banque nationale

La rue du Bois Sauvage à Bruxelles va de la rue de la Collégiale au Treurenberg, et correspond aux côtés nord et est de la Cathédrale Saints-Michel-et-Gudule.
Elle s'appelait jadis en néerlandais «Wilde Wouterstraat», c'est-à-dire la rue de Wouter (ou Walter) le sauvage, du nom d'un individu notoirement violent qui avait été assassiné derrière la cathédrale. C'est par une grossière erreur de traduction («Wouter» étant confondu avec «woud», qui signifie «forêt» ou «bois» en néerlandais) qu'elle devint en 1811 la rue du bois Sauvage.
Jadis le côté droit de la rue, qui longe la cathédrale, était bâti de petites maisons adossées au monument, qui furent démolies en 1805.
Les numéros 11 et 15 de la rue constituent le presbytère du doyen de la cathédrale.
Dans son jardin se trouvent des vestiges de la première enceinte de Bruxelles: une tour appelée tour du pléban et une partie de courtine.
En 1862, une partie du côté gauche de la rue fut démolie pour faire place à la Banque nationale construite par les architectes Henri Beyaert et Wynand-Janssens.
Dans une des maisons démolies logea Karl Marx lors de son exil bruxellois.
Le bâtiment de la Banque nationale a connu plusieurs extensions. Le bâtiment d'origine servait d'hôtel au gouverneur de la Banque. 
Une autre maison de la rue abritait jusqu'au milieu du XIXe siècle l'Hospice des enfants trouvés, dont la porte comportait un «tour d'abandon», c'est-à-dire une espèce de tourniquet par lequel on passait les bébés que l'on voulait abandonner de manière anonyme.